# Attelwil
Attelwil – miejscowość w gminie Reitnau w Szwajcarii, w kantonie Argowia, w okręgu Zofingen. Zamieszkiwana przez 295 osób (31 grudnia 2018). Do 31 grudnia 2018 samodzielna gmina.